# Gayomyia falcata
Gayomyia falcata is een insect uit de familie van de bruine gaasvliegen (Hemerobiidae), die tot de orde netvleugeligen (Neuroptera) behoort. 
Gayomyia falcata is voor het eerst wetenschappelijk beschreven door Blanchard in Gay in 1851.